# Vasikkakari (ö i Egentliga Finland, Nystadsregionen, lat 61,09, long 21,33)
Vasikkakari är en ö i Finland. Den ligger i Bottenhavet och i kommunen Pyhäranta i den ekonomiska regionen  Nystadsregionen i landskapet Egentliga Finland, i den sydvästra delen av landet. Ön ligger omkring 87 kilometer nordväst om Åbo och omkring 220 kilometer nordväst om Helsingfors.
Öns area är 2,5 hektar och dess största längd är 280 meter i sydöst-nordvästlig riktning.